# 依存症の治療
依存症の治療（いぞんしょうのちりょう、英語: treatments for addiction）について解説する。

## 解説
依存症とは、特定の物質や行動への強い欲求が制御困難となり、健康や社会生活に重大な支障をきたす状態を指す。物質への依存の物質使用障害と、ギャンブル依存症やソーシャルメディア依存症などの行動依存症に大別される。依存性の治療は、自然回復とは異なる回復への道筋の一つである。 
一般的な依存症の治療法としては、カウンセリング、認知行動療法（CBT） 、薬物補助治療、 12ステッププログラム、支援グループなどがあり、専用治療施設で実施されることもある。
依存症治療の目標は、依存度を軽減し、部分的または完全な断薬を達成し、生活の質を改善することである。治療過程では、身体的および心理的なサポートが重要であり、回復を支える行動変容や環境の変化が求められる。
治療の中断により治療が失敗することがあり、治療の維持率は17%から57%の範囲である。415の報告（1868-2011年）のメタ研究によると、生涯回復成功率は約50%である。
トランスセオリーモデル（TTM）は、治療開始時期と最適な方法を決定するために使用される。治療が早すぎると、人は防御的になり、変化に抵抗する可能性がある。
治療開始の目安
- やめたいが、やめられない（コントロールの喪失）
- 生活（仕事・学業・人間関係）への支障
- やめると不安や焦燥などの離脱症状が出現
- 使用量や時間の増加（耐性の形成）

厚生労働省は、本人や家族が苦痛を感じる時に、医療機関（精神科・依存症専門外来）、保健所や精神保健福祉センターに相談することや、自助グループ・家族会に参加することを推奨している。家族だけで相談することも可能であり、本人が受診を拒否する場合でも家族が先にサポートを受けることが重要である。

## 認知行動療法
CBTは、治療に関する4つの基本的前提を提示している
1. 依存症は学習された行動である。
2. 環境的文脈で出現する。
3. 特定の思考パターンとプロセスにより進行・維持される。
4. 他の治療・管理アプローチと統合可能である[9]。

CBT、動機づけ面接、コミュニティ強化アプローチは、中程度の効果を示す介入法である。
衝動性と刺激希求に焦点を当てた介入は、物質使用の減少に効果がある。手がかり暴露（Cue exposure ）は古典的条件付けの理論を用いて、依存症者の学習された反応を変容させる。コンティンジェンシー・マネジメントは、報酬を与えるオペラント条件付けを用いて、断酒に向けた行動変容を促す。
If-thenプランニング
依存行動を防ぐための具体的な対処法を事前に決めておく方法である。例えば、「もし飲酒やギャンブルをしたい衝動が生じたら（If）炭酸飲料を飲む、入浴、散歩、図書館での読書、趣味の活動などの健康的な代替行動を行う（then）」 。
環境調整
環境調整アプローチがある。これには、依存対象を目に見えない場所に移す（刺激統制）、アクセスを制限する（行動コスト）、依存行動を誘発する環境や状況（トリガー）を避ける、家族や同僚に見守りや声かけを依頼するなどの方法が含まれる。これらの取り組みは、衝動的な依存行動を防ぐために効果的である。
運動療法
持続的な有酸素運動、特に持久運動は、薬物依存の発症を防ぎ、特に精神刺激薬依存に対する補助療法として効果的である。運動の強度と時間に応じて依存リスクを低減し、薬物による神経可塑性の変化を逆転させる。運動は、線条体や報酬系のΔFosBやc-Fos免疫反応性を変化させることで、薬物依存症の発症を防ぐ可能性がある。有酸素運動は薬物自己投与を減少させ、再発の可能性を低下させ、線条体ドーパミン受容体D2（DRD2）シグナル伝達（DRD2密度の増加）に対して、依存症とは逆の効果をもたらす。
依存症回復グループは、様々な手法とモデルを活用し、社会的学習による行動模倣の効果に基づいている。
スリップ（再使用）は回復過程に起こりうる事態であり、これを学びの機会として捉え、早期に治療を再開することが重要である。

## 物質依存
物質使用障害の治療は、重度の離脱症状の発生が予想される場合、身体的および精神的健康を管理するために、必要に応じて解毒から開始する。

### アルコール依存症
アルコールはオピオイドと同様に重度の身体依存を引き起こし、せん妄振戦などの離脱症状を生じる。そのため、アルコール依存症の治療には依存と中毒の同時対処が必要である。ベンゾジアゼピン系薬剤は、アルコール離脱症状の最適基準とされている。
アルコール依存症の薬理学的治療には、ナルトレキソン（オピオイド拮抗薬）、ジスルフィラム、アカンプロサート、トピラマートなどがある。これらは飲酒欲求を直接抑制するか、飲酒時の不快効果により飲酒を抑制する。治療継続が重要だが、服薬遵守が課題となる。オピオイド拮抗薬ナルトレキソンは、治療終了後3-12か月効果が持続する。

### カンナビノイド依存
CB1受容体作動薬でβアレスチン2シグナリングとの相互作用が低減された薬剤の開発が治療に有用である可能性がある。2019年時点で有効な薬理学的介入の証拠は得られているが、承認された治療薬はない。

### ニコチン依存

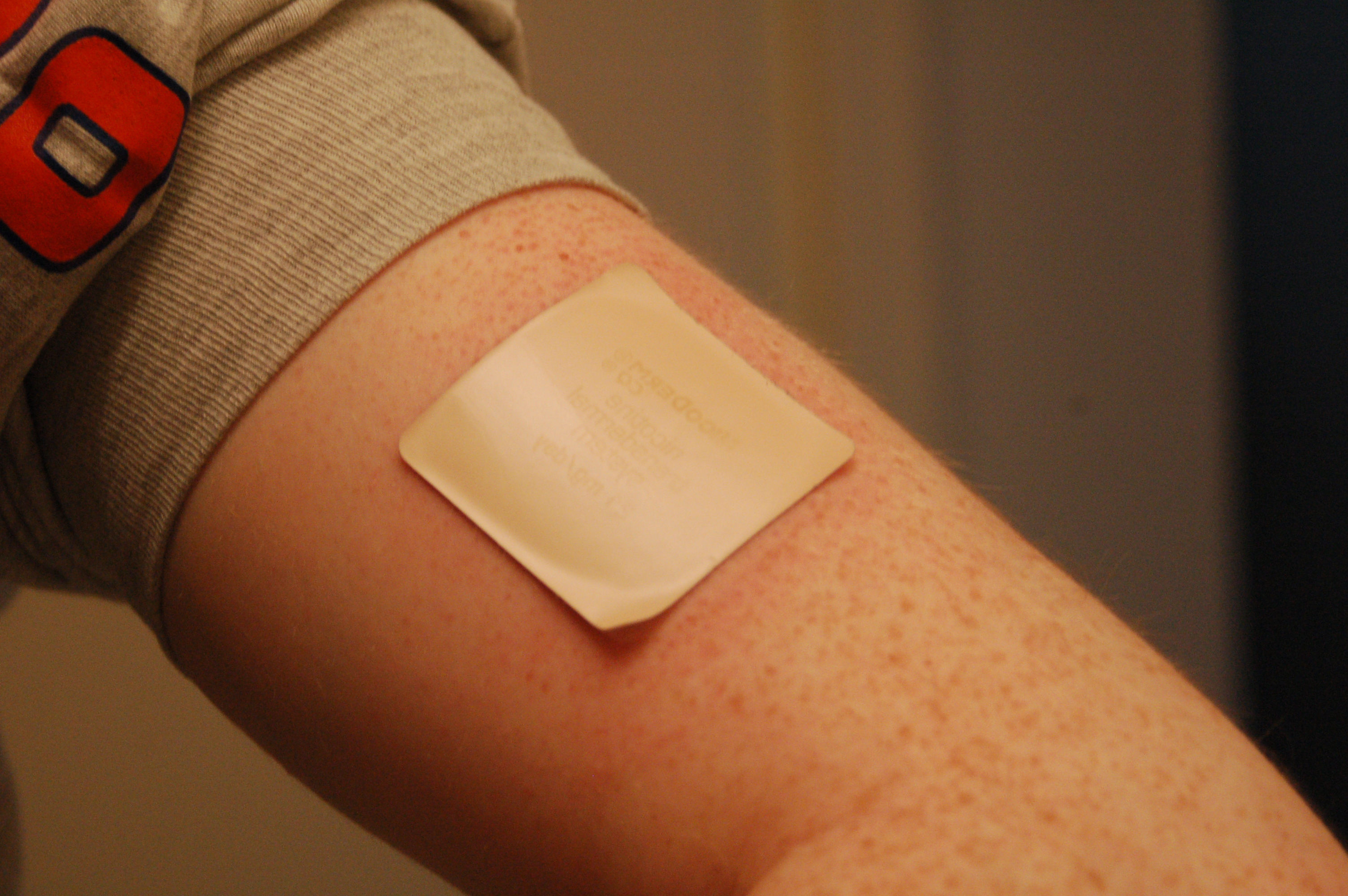
ニコチンパッチ療法

ニコチン依存症の治療には、ニコチン代替療法、ニコチン受容体拮抗薬、部分作動薬などが広く用いられる。具体的には、ブプロピオンなどの拮抗薬やバレニクリンなどの部分作動薬が使用される。 部分作動薬であるシチシンは、費用対効果の高い禁煙治療薬である。バレニクリンやニコチン代替療法が利用できない場合（入手性やコストのため）の第一選択薬となっている。

### オピオイド依存
オピオイドは身体依存を引き起こすため、治療では依存と中毒の両方に対処する。ブプレノルフィン（ナロキソンとの合剤であるサブオキソン）やメサドンなどの代替薬を用いて身体依存を管理する。これらは身体依存を継続させるが、痛みと渇望を制御し、正常な生活機能の回復を可能にする。米国では、オピオイド補充療法は、メサドン クリニックおよびDATA 2000法の下で厳重に規制されている。 一部の国では、ジヒドロコデイン、ジヒドロエトルフィン、ヘロインなどの他のオピオイド誘導体が違法なストリートオピオイドの代替薬として使用される。バクロフェンは、各種依存症の渇望軽減に効果を示している。オピオイド薬物の解毒と過剰摂取による死亡率との間に相関関係があることが研究で示されている。

### 精神刺激薬依存症
FDAやEMAが承認した有効な薬物療法は現在存在しない。 TAAR1選択的作動薬が治療薬として有望視されている。

## 行動依存

### ギャンブル依存
ギャンブル依存症の治療には認知行動療法が用いられる。特に「負けを取り戻そうとする思考」（損失の追求）を修正することが重要である。家族が借金を肩代わりすると、本人の「底つき体験」を妨げ、回復を遅らせるため推奨されない。専門医療機関や自助グループ（GA）の支援が有効である。

### ゲーム依存
ゲーム依存症の治療の基本は使用時間の制限と生活リズムの改善であり、特に未成年は家族の支援が重要となる。認知行動療法では、「やめられない」「ゲームが唯一の楽しみ」といった思考の偏りを修正し、運動や趣味など他のストレス解消法を身につけることを目指す。また、主体的なプレイ時間や課金のルール作りは、依存の予防と回復に有効とされる。

### クレプトマニア（窃盗症）
クレプトマニアの治療の基本は衝動の未然防止と適切なコントロール技術の習得である。認知行動療法では「盗まないと気が済まない」といった思考の偏りを修正する。再発防止策として、専門家の指導のもと透明のバッグの使用、リスクの高い店舗の回避、衝動時の代替行動計画が有効である。SSRIなどの抗うつ薬が補助的に用いられることもある。専門医療機関での治療プログラムや集団療法への参加が推奨される。

### 自傷行為（リストカット）
自傷行為の治療は、セルフモニタリングの観察記録から始め、代替行動として専門家の指導のもと輪ゴムをパチンと弾く、保冷剤を当てる、赤いペンで線を引くなどが効果的である。周囲の過剰反応が行為を強化する場合があるが、冷静で敬意ある対応が回復を支援する。将来の就職や恋愛に与え得る不利益について考える機会も提供する。タバコと同様に、一時的なストレス解消法として体に害を与える行為であると理解することが役立つ場合もある。保健所や精神保健福祉センター、専門医療機関への相談が推奨される。